# Tribunal Penal Militar Internacional para el Lejano Oriente
El Tribunal Penal Militar Internacional para el Lejano Oriente fue el órgano jurisdiccional ante el que se desarrollaron los Juicios o Procesos de Tokio, organizados contra los criminales de guerra japoneses una vez terminada la Segunda Guerra Mundial.
Tras la derrota y ocupación de Japón por los Aliados, el Comandante Supremo de las Potencias Aliadas, el general estadounidense Douglas MacArthur, emitió una proclamación especial por la que se creaba el IMTFE. Se redactó una carta para establecer la composición, jurisdicción y procedimientos del tribunal; los crímenes se definieron basándose en la Carta de Nuremberg. El Tribunal de Crímenes de Guerra de Tokio estaba compuesto por jueces, fiscales y personal de once países que habían luchado contra Japón: Australia, Canadá, China, Francia, India, Países Bajos, Nueva Zelanda, Filipinas, Unión Soviética, Reino Unido y Estados Unidos; la defensa estaba formada por abogados japoneses y estadounidenses. El Juicio de Tokio ejerció una jurisdicción temporal más amplia que su homólogo de Núremberg, a partir de la invasión japonesa de Manchuria en 1931. Veintiocho altos mandos militares y políticos japoneses fueron juzgados por el tribunal, incluidos primeros ministros, miembros del gabinete y mandos militares actuales y anteriores. Se les acusó de cincuenta y cinco cargos distintos, entre ellos el de librar guerras de agresión, asesinato y diversos crímenes de guerra y crímenes de lesa humanidad (como tortura y trabajos forzados) contra prisioneros de guerra, civiles internados y habitantes de territorios ocupados; finalmente, 45 de los cargos, incluidos todos los de asesinato, se consideraron redundantes o no autorizados por la Carta del IMTFE. El Juicio de Tokio duró más del doble que los más conocidos juicios de Nuremberg, y su impacto fue igualmente influyente en el desarrollo del derecho internacional; no se establecerían tribunales internacionales de crímenes de guerra similares hasta la década de 1990.

## Origen
Durante el transcurso de la guerra, los líderes aliados Franklin D. Roosevelt, Winston Churchill e Iósif Stalin, emitieron en 1942 una proclama en la cual anunciaban que terminado el conflicto, todos aquellos jefes o líderes del militarismo de las naciones que conformaban el Eje, serían juzgados por sus delitos. Esto fue ratificado durante las conferencias de Teherán (1943), Yalta (1945) y Potsdam (1945). 
Una vez terminada la guerra en Asia, el 15 de agosto de 1945, el ejército de los Estados Unidos ocupó la totalidad de Japón y gran parte de las antiguas colonias asiáticas de este país. Desde ese momento se inició la persecución y detención de los altos miembros del Estado y Ejército nipón. En paralelo con el Juicio de Núremberg, se constituyó un Tribunal Penal Militar Internacional para el Lejano Oriente, con el fin de juzgar a los imputados de los crímenes recogidos en el Estatuto o Carta de Londres del 8 de agosto de 1945.
El tribunal estuvo compuesto por un panel de jueces designados por los países victoriosos de la guerra. Estos países fueron: los Estados Unidos, la Unión Soviética, Gran Bretaña, Francia, los Países Bajos, China, Australia, Canadá, Nueva Zelanda, India y las Filipinas. El Tribunal se constituyó por primera vez el 3 de agosto de 1946 en Tokio, y fue disuelto después de cumplir su labor el 12 de noviembre de 1948. Este proceso se aplicó solo a la jerarquía residente en Japón mismo, ya que se realizaron juicios ad-hoc en diferentes lugares de Asia contra individuos particulares (miembros del Ejército y la Administración japonesa, por lo general).
La fiscalía del Tribunal estuvo dirigida por el estadounidense Joseph Keenan, y contó con fiscales de todos los países que nombraron jueces en el tribunal.

## Cargos

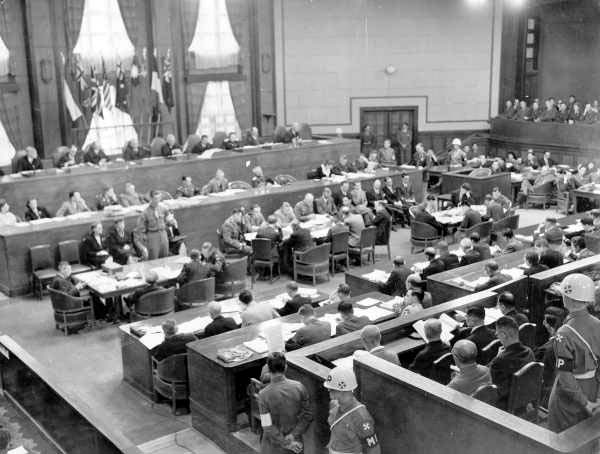
Imagen de la Corte con los jueces en la parte posterior y los acusados en la zona frontal.

Se determinaron, al igual que en Núremberg, cuatro grandes crímenes o delitos:
1. Crímenes contra la paz y crímenes de guerra, que se basaban en la existencia de una premeditación para alterar la paz y la existencia de asesinatos, torturas, violaciones contrarios a las Leyes de la Guerra.
2. Crímenes contra la humanidad cuando se trataba del exterminio y muerte en masa.
3. Genocidio cuando se trataba de la misma muerte en masa pero de grupos étnicos determinados.
4. Complot de guerra entendido como proceso para atentar contra la seguridad interior de un Estado soberano.

Se contempló el período de la Segunda Guerra Mundial, aunque se incluyeron algunos incidentes particulares como la masacre de Nankín.

## Acusados y condenas
Durante mucho tiempo fue polémica la exclusión del Tribunal del emperador Hirohito, siendo que fue la cabeza visible del imperio en toda su expresión, y otorgó con su consentimiento tácito o efectivo, de legalidad en los crímenes cometidos por sus conciudadanos. De los acusados originalmente, murieron de causa natural durante el juicio el excanciller Yōsuke Matsuoka y el almirante Osami Nagano. Como un dato importante, Okawa Shumei sufrió un colapso nervioso durante el juicio y no fue inculpado. A diferencia de los Juicios de Núremberg, el TIPLE no absolvió a ninguno de los acusados. La lista de inculpados y su condena es la siguiente:
De los inculpados Clase A, éstos fueron sus veredictos:
| Nombre            | Cargo                                                         | Sentencia            |
| ----------------- | ------------------------------------------------------------- | -------------------- |
| Hideki Tōjō       | Primer ministro                                               | Sentenciado a Muerte |
| Kenji Doihara     | Comandante del Servicio Aéreo del Ejército                    | Sentenciado a Muerte |
| Kōki Hirota       | Ministro de Relaciones Exteriores                             | Sentenciado a Muerte |
| Seishirō Itagaki  | Ministro de Guerra                                            | Sentenciado a Muerte |
| Heitarō Kimura    | Comandante Fza. Exped. de Burma                               | Sentenciado a Muerte |
| Iwane Matsui      | Comandante Fza. Exped. de Shanghái                            | Sentenciado a Muerte |
| Akira Mutō        | Comandante Fza. Exped. de las Filipinas                       | Sentenciado a Muerte |
| Sadao Araki       | Ministro de Guerra                                            | Prisión perpetua     |
| Kingorō Hashimoto | Instigador de la segunda guerra sino-japonesa                 | Prisión perpetua     |
| Shunroku Hata     | Ministro de Guerra                                            | Prisión perpetua     |
| Kiichirō Hiranuma | Primer ministro                                               | Prisión perpetua     |
| Naoki Hoshino     | Secretario jefe del Gabinete                                  | Prisión perpetua     |
| Okinori Kaya      | Ministro de finanzas                                          | Prisión perpetua     |
| Kōichi Kido       | Lord Guardián del Sello Privado Imperial                      | Prisión perpetua     |
| Kuniaki Koiso     | Gobernador de Corea y primer ministro                         | Prisión perpetua     |
| Jirō Minami       | Comandante del Ejército de Kwantung                           | Prisión perpetua     |
| Takasumi Oka      | Ministro de la Marina                                         | Prisión perpetua     |
| Hiroshi Ōshima    | Embajador en la Alemania nazi                                 | Prisión perpetua     |
| Kenryō Satō       | Jefe de la Oficina de Asuntos Militares                       | Prisión perpetua     |
| Shigetarō Shimada | Ministro de la Marina                                         | Prisión perpetua     |
| Toshio Shiratori  | Embajador en Italia                                           | Prisión perpetua     |
| Teiichi Suzuki    | Presidente de la Oficina de Planificación del Gabinete        | Prisión perpetua     |
| Yoshijirō Umezu   | Ministro de Guerra                                            | Prisión perpetua     |
| Shigenori Tōgō    | Embajador de Alemania, Unión Soviética, relaciones exteriores | 20 años              |
| Mamoru Shigemitsu | Ministro de Relaciones Exteriores                             | 7 años               |

Las condenas a muertes fueron ejecutadas por ahorcamiento en la Prisión Sugamo en Ikebukuro, el 23 de diciembre de 1948. En 1950 es indultado Shigemitsu Mamoru, quien se convertiría nuevamente el año 1954 en ministro de Relaciones Exteriores. En 1955 se perdonó a los que se encontraban cumpliendo sentencia, los cuales salieron en libertad aquel año, salvo Koiso, Shiratori y Umezu que habían muerto de causa natural en la prisión. Varios de los condenados en este proceso se encuentran enterrados en el Santuario Yasukuni, en Tokio.

## Críticas

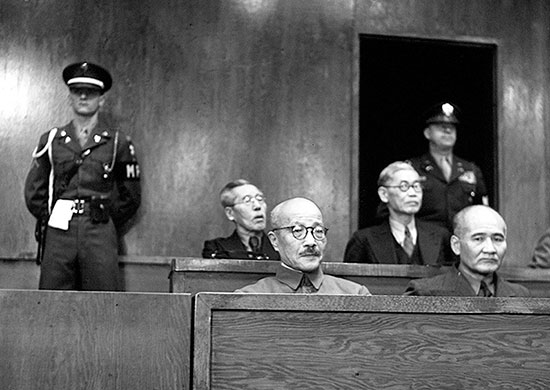
Demandados en el Tribunal Militar Internacional para el Lejano Oriente: (primera fila, de izquierda a derecha) Primer ministro japonés Tojo Hideki, Almirante Oka Takazumi, (última fila, de izquierda a derecha) presidente del Consejo Privado de Japón Hiranuma Kiichiro, ministro de Relaciones Exteriores Togo Shigenori

Se ha criticado a este tribunal por varias razones. Las más importantes son:
- Norteamericanismo: El Tribunal y su fiscalía fueron dirigidas casi exclusivamente por nacionales de los Estados Unidos, y fueron los que tuvieron mayor peso a la hora de dictar las condenas y su posterior indulto.
- Unilateralismo: Solo fueron juzgados los crímenes cometidos por los países del Eje, no así en situaciones como el bombardeo atómico en Hiroshima y Nagasaki y el bombardeo aéreo sobre Tokio, descritos como crímenes contra la humanidad o el ataque soviético que pudo configurar un atentado contra la paz.
- Casos de Corea y China: El Tribunal no investigó o lo hizo deficientemente cuando tuvo delante las graves atrocidades cometidas por el Ejército Nipón cuando invadieron y ocuparon militarmente China y Corea. Pese a esto, en el caso de China, se llevaron a cabo procesos ante 13 tribunales propios que dieron como resultado 504 condenados y 149 ejecuciones.
- Hirohito: El emperador nunca fue juzgado en razón del ejercicio de la jefatura del Estado, y al contrario, se le otorgó inmunidad.
- Guerra química y bacteriológica (Shiro Ishii y escuadrón 731): Nunca se investigó o sancionó los graves y dramáticos testimonios de pruebas biológicas en prisioneros y ciudadanos comunes en China durante la ocupación. Se informó de aplicación de guerra química, prohibida incluso antes de empezar la Segunda Guerra Sino-japonesa en 1937.

Según el historiador Herbert Bix, Douglas MacArthur y Bonner Fellers habían preparado su propia aproximación a la ocupación y reforma del Japón. MacArthur proponía no modificar en lo más mínimo la situación de la figura del emperador; se limitó a continuar la situación existente durante el último año de la guerra, resolviendo sus implicaciones a medida que las circunstancias lo requerían. El plan de acción, llamado Operación Lista Negra de manera informal, consistía en separar a Hirohito de los militaristas, manteniéndole como elemento de legitimación de las fuerzas de ocupación aliadas, y usando su imagen para potenciar la transformación del pueblo japonés hacia un nuevo sistema político.

[...] Meses antes de que iniciara sus actividades el Tribunal Penal Militar Internacional para el Lejano Oriente, los más altos subordinados de MacArthur trabajaban en atribuir la responsabilidad última de Pearl Harbor a Hideki Tojo.

Citando los debates entre Harry S. Truman, Dwight D. Eisenhower y el propio MacArthur, Bix afirma que inmediatamente después de desembarcar en Japón, Bonnie Fellers se puso a trabajar en la protección de Hirohito del papel que había desempeñado durante y al final de la guerra, permitiendo a los principales sospechosos de crímenes de guerra coordinar sus versiones, a fin de proteger al Emperador y evitar que pudiera ser juzgado.
Dice también John Dower, 

[...] Esta exitosa campaña para absolver al Emperador de cualquier responsabilidad de guerra no conoció límites. Hirohito no solo fue presentado como inocente de cualquier acto formal que pudiera hacerle susceptible de ser juzgado por crímenes de guerra. Fue convertido en una figura casi angelical que ni tan solo tenía alguna responsabilidad moral por la guerra. [...] Con el apoyo completo del cuartel general de MacArthur, la acusación funcionó, de hecho, como un abogado defensor del Emperador.

## Efectos posteriores
El conjunto de procedimientos llevados a cabo tanto en Tokio como en Núremberg, significaron el establecimiento de reglas básicas de persecución de criminales de guerra y la determinación de tales delitos.
En este sentido el Tribunal de Tokio contó con la ventaja de haberse iniciado con posterioridad al juicio alemán, por lo que se pudo corregir parte de los errores que se cometieron en Europa. Por ejemplo, no se buscó la persecución de las personas jurídicas y las absoluciones fueron descartadas (pese a su posterior indulto). 
El legado de estos Tribunales Internacionales (Tokio y Núremberg) sin duda es la Corte Penal Internacional, establecida en Roma en 1998 y que cuenta como base fundante de sus reglas de procedimiento los Estatutos de los Tribunales de Núremberg, Tokio, ex yugoslavia y Ruanda.